# Zabrachia polita
Zabrachia polita är en tvåvingeart som beskrevs av Daniel William Coquillett 1901. Zabrachia polita ingår i släktet Zabrachia och familjen vapenflugor. Inga underarter finns listade i Catalogue of Life.